# Cyrtopodion kohsulaimanai
Cyrtopodion kohsulaimanai este o specie de șopârle din genul Cyrtopodion, familia Gekkonidae, descrisă de Khan 1991. A fost clasificată de IUCN ca specie cu risc scăzut. Conform Catalogue of Life specia Cyrtopodion kohsulaimanai nu are subspecii cunoscute.